# Luis Antonio Moreno
Luis Antonio Huila Moreno (ur. 25 grudnia 1970 w Jamundi) – piłkarz kolumbijski grający na pozycji pomocnika.

## Życiorys
Moreno jest wychowankiem klubu América Cali. Przez 5 sezonów gry w tym klubie dwukrotnie wywalczył mistrzostwo Kolumbii w latach 1990 i 1992. W 1995 roku Moreno zmienił klub i stał się zawodnikiem Deportes Tolima, beniaminkiem pierwszej ligi. Dwukrotnie z tym klubem wystąpił w Copa Conmebol w latach 1996 i 1997. W 2001 roku w wieku 31 lat zakończył piłkarską karierę.
W reprezentacji Kolumbii Luis Antonio Moreno zadebiutował 31 lipca 1992 roku w wygranym 1:0 w Los Angeles towarzyskim meczu z USA. W 1998 roku był członkiem kadry na finały Mistrzostw Świata we Francji. Zagrał tam przez 90 minut w jednym meczu grupowym, z Anglią (0:2).
W reprezentacji Kolumbii Moreno rozegrał łącznie 20 meczów i nie strzelił gola.